# New Romney
New Romney es una parroquia civil y una villa del distrito de Folkestone and Hythe, en el condado de Kent (Inglaterra).

## Geografía
Según la Oficina Nacional de Estadística británica, New Romney tiene una superficie de 6,41 km².

## Demografía
Según el censo de 2001, New Romney tenía 6953 habitantes (47,35% varones, 52,65% mujeres) y una densidad de población de 1084,71 hab/km². El 19% eran menores de 16 años, el 70,07% tenían entre 16 y 74 y el 10,93% eran mayores de 74. La media de edad era de 42,98 años. Del total de habitantes con 16 o más años, el 22,25% estaban solteros, el 60,3% casados y el 17,45% divorciados o viudos.
El 96,27% de los habitantes eran originarios del Reino Unido. El resto de países europeos englobaban al 1,58% de la población, mientras que el 2,14% había nacido en cualquier otro lugar. Según su grupo étnico, el 98,52% eran blancos, el 0,42% mestizos, el 0,6% asiáticos, el 0,09% negros, el 0,22% chinos y el 0,12% de cualquier otro. El cristianismo era profesado por el 76,89%, el hinduismo por el 0,19%, el judaísmo por el 0,09%, el islam por el 0,4%, el sijismo por el 0,04% y cualquier otra religión, salvo el budismo, por el 0,3%. El 13,9% no eran religiosos y el 8,18% no marcaron ninguna opción en el censo.
2914 habitantes eran económicamente activos, 2803 de ellos (96,19%) empleados y 111 (3,81%) desempleados. Había 2818 hogares con residentes, 97 vacíos y 92 eran alojamientos vacacionales o segundas residencias.